# Asten (Tittmoning)
Asten ist ein Dorf im Nordosten des oberbayerischen Landkreises Traunstein. In ihm leben etwa 550 Einwohner. Seit dem 1. Januar 1976 ist die vormals selbständige Gemeinde Ortsteil der Stadt Tittmoning.
Das Dorf liegt in exponierter Lage auf einem Moränenhügel (547 Meter ü. NN) oberhalb des Salzachtals, nahe der deutsch-österreichischen Staatsgrenze. Asten ist das nördlichste Dorf des so genannten "Rupertiwinkels".
Die wirtschaftliche Struktur des Ortes ist stark von der Landwirtschaft geprägt. Durch die Nähe zum Leitgeringer See gewann insbesondere im Sommer auch der Fremdenverkehr an Bedeutung.

## Geschichte
Um 715 schenkte Herzog Theodebert, der Sohn von Herzog Theodo, Grundbesitz in der Gegend an die Salzburger Kirche. Vor allem das Kloster Nonnberg war hier, im "unteren Salzburggau", reich begütert. Der Name des Ortsteils Nonnreit ("Rodung der Nonnen") erinnert daran. Der Ortsname Asten geht vermutlich auf althochdeutsch awist "Schafstall" zurück. In den Breves Notitiae aus der Zeit um 800 erscheint der Ort Asten als Stiftungsgut des Klosters Otting bei Waging, welches 749 gegründet wurde und nur sehr kurz bestand. Die Grafschaftsrechte im unteren Salzburggau hatten die Grafen von Lebenau inne.
Als 1229 der letzte Graf von Lebenau starb, erhielt der Erzbischof Eberhard II. die Grafschaft. Der Herzog von Bayern erkannte 1275 die Grenzen des weltlichen Herrschaftsbereiches der Salzburger Erzbischöfe weitgehend an. Im Jahr 1328 erließ Erzbischof Friedrich III. eine eigene "Landesordnung" und löste sich und seine Besitzungen damit endgültig von Bayern. Salzburg war seither ein weitgehend eigenständiges Land innerhalb des Heiligen Römischen Reiches. Asten lag im so genannten "Flachen Land" des Erzstifts Salzburg. 1810 fiel das Salzburger Land an das Königreich Bayern. Im Jahr 1816 wurde das Flache Land geteilt: Salzburg fiel an Österreich, Asten blieb zusammen mit dem so genannten "Rupertiwinkel" bei Bayern.
Am 1. Januar 1976 verlor die Gemeinde ihre Selbständigkeit und wurde in die Stadt Tittmoning eingegliedert.

## Bau- und Bodendenkmäler

### Pfarrkirche

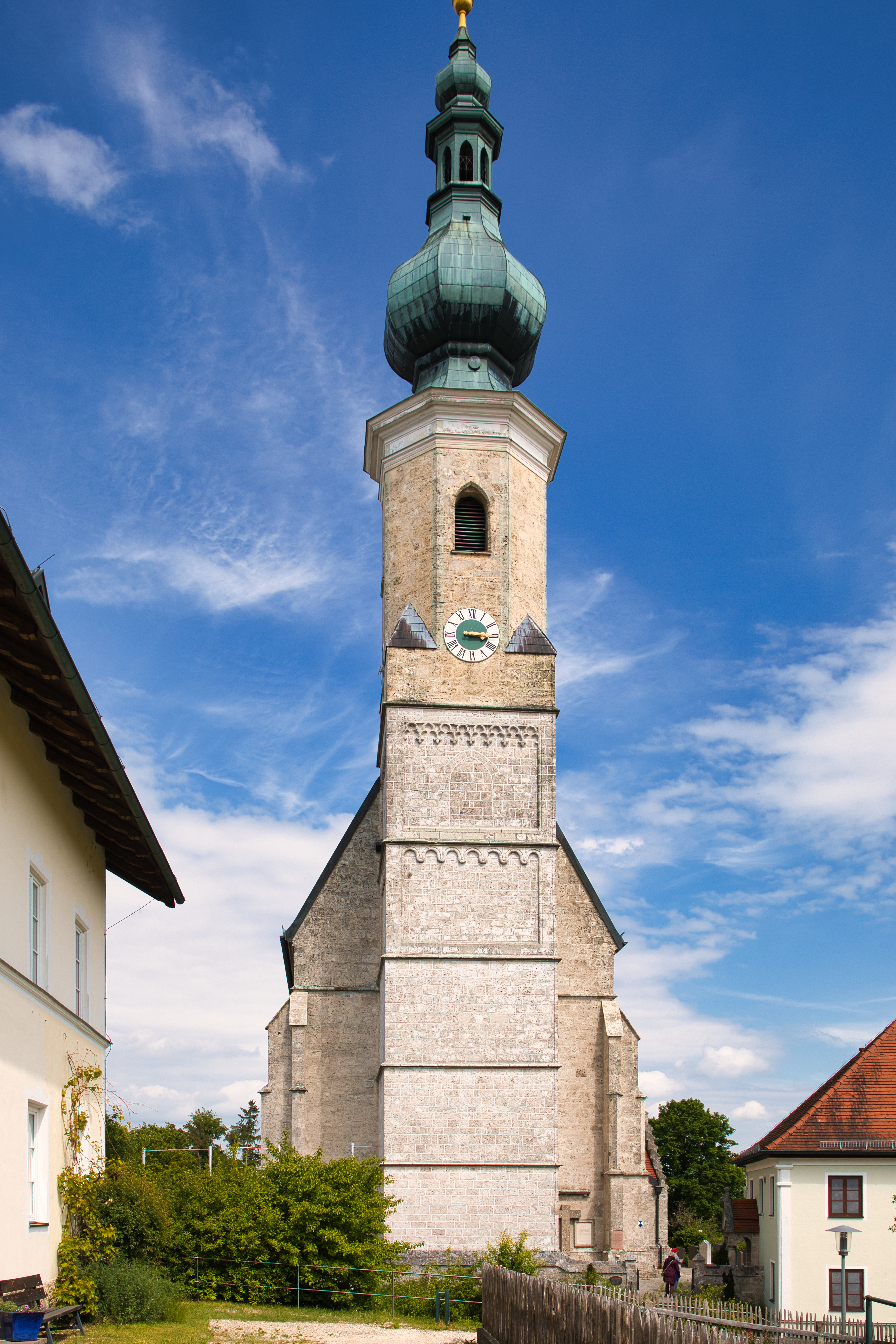
Kirche Maria Himmelfahrt

Asten war früher eine Filiale der Pfarrkirche St. Laurentius in Tittmoning. Zur Kirchengemeinde gehörten auch die Einwohner von Dorfen im benachbarten Bayern, jenseits der (1810 weggefallenen) Landesgrenze.
Die Pfarrkirche Mariä Himmelfahrt ist eine der bemerkenswertesten spätgotischen Landkirchen im gesamten Rupertiwinkel. Als Architekt wird der Baumeister Michael Sallinger angenommen, ein Schüler des berühmten Stephan Krumenauer. Sallinger war auch als Sachverständiger am Bau der Frauenkirche in München beteiligt. Offenbar gab es im 14. Jahrhundert eine Wallfahrt zur heiligen Maria. Durch den stattlichen Kirchenbau wollte der Erzbischof möglicherweise diese Wallfahrt fördern oder wiederbeleben, was aber wohl nicht gelang. Im Inneren steht der bedeutendste Altar des Tittmoninger Barock-Bildhauers Johann Georg Itzlfeldner (1704–1790).

### Andere Denkmäler
- Liste der Baudenkmäler in Asten
- Liste der Bodendenkmäler in Tittmoning

## Natur

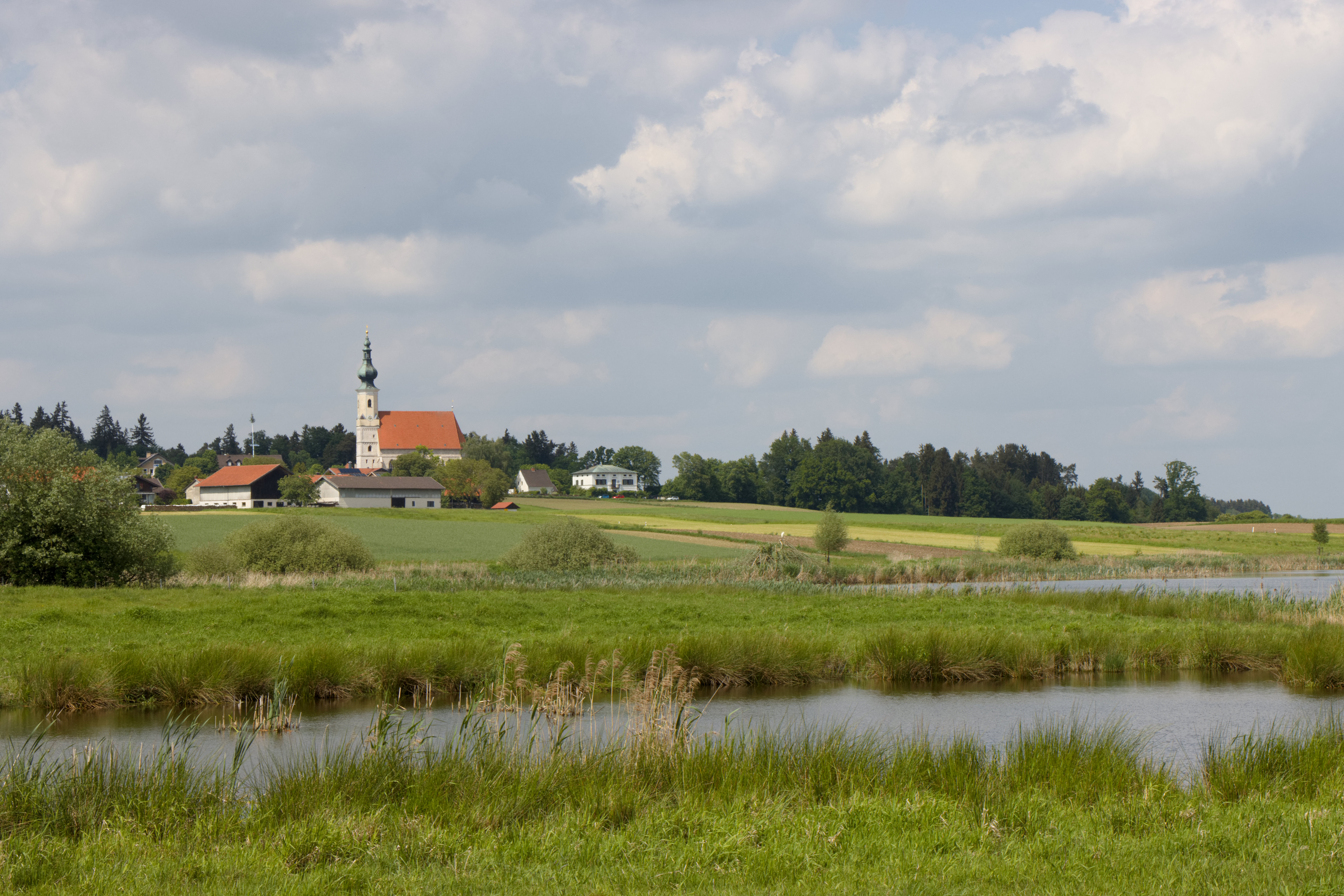
Astner Weiher mit Blick auf den Ort

Unmittelbar südlich des Ortes befindet sich das kleine Naturschutzgebiet Endmoränenweiher südlich Asten, ein Gletscherrandsee mit umgebendem Gebiet. Es ist Teil der Schauobjekte entlang eines Themenwegs, des Astner Eiszeitwegs.